# Копиевата (Монастырищенский район)
Копиева́та (укр. Копіювата) — село в Уманском районе Черкасской области Украины.
Население по переписи 2001 года составляло 727 человек. Почтовый индекс — 19140. Телефонный код — 4746.

## Местный совет
19140, Черкасская обл., Монастырищенский р-н, с. Копиевата, ул. Ленина, 2